# Cantharoxylymna
Cantharoxylymna är ett släkte av skalbaggar. Cantharoxylymna ingår i familjen långhorningar.
Kladogram enligt Catalogue of Life:
| Cantharoxylymna | \| \| Cantharoxylymna bicolor \| \| \| \| \| \| Cantharoxylymna linsleyi \| \| \| \| |
|                 | \| \| Cantharoxylymna bicolor \| \| \| \| \| \| Cantharoxylymna linsleyi \| \| \| \| |
|                 | Cantharoxylymna bicolor                                                              |
|                 |                                                                                      |
|                 | Cantharoxylymna linsleyi                                                             |
|                 |                                                                                      |